# Сражение на реке Кацбах
Сражение на Кацбахе (фр. Bataille de la Katzbach) — битва 26 августа 1813 года между французскими войсками маршала Макдональда и русско-прусской Силезской армией под командованием прусского генерала Блюхера, произошедшая у реки Кацбах.
В тот же день, когда Наполеон с основной армией нанёс поражение Богемской армии союзников (австро-русско-прусские войска) под Дрезденом, армия Блюхера в Силезии (совр. юго-запад Польши) атаковала войска Макдональда, переправившиеся через речку Кацбах под городом Лигницем, и во встречном бою отбросила их за реку. В последовавшем затем трёхдневном преследовании до границ Саксонии французы понесли большие потери пленными.

## Предыстория
После уничтожения французской армии в Русской кампании 1812 года против Наполеона восстала Пруссия, однако после первых успехов русско-прусские войска потерпели поражения при Лютцене и Бауцене. В июне 1813 года между противниками было заключено перемирие, во время которого Австрия присоединилась к союзникам. Образовалась 6-я коалиция против Наполеона, куда также вошли Швеция и Англия. 11 августа 1813 года Австрия объявила войну Франции и боевые действия возобновились.
Войска коалиции наступали на Наполеона концентрически тремя большими армиями (Богемская на юге, Силезская на востоке, Северная на севере). Самая крупная из них — Богемская армия (более 230 тыс., 670 орудий) под командованием австрийского фельдмаршала Шварценберга — наполовину состояла из австрийцев. Северная армия союзников под командованием шведского кронпринца Бернадота прикрывала Берлин и в отличие от других армий вела себя пассивно.
Наполеон из-за плохой разведки ошибочно считал самой сильной Силезскую армию Блюхера, против которой и направился с главной армией, оставив в Дрездене корпус Сен-Сира. К тому же Наполеон не верил в реальное участие Австрии в боевых действиях. Блюхер после незначительных боёв 21 августа отступил вглубь Силезии согласно Трахенбергскому плану. Выдвижение Наполеона оказалось бесполезным.
Примерно в это же время Богемская армия двинулась из Чехии на Дрезден.
Наполеон, узнав 22 августа о движении Богемской армии к Дрездену, поспешил на защиту города. Против Блюхера была оставлена группировка из 3-х пехотных и одного кав. корпусов под командованием маршала Макдональда с указанием выйти к Бреслау и разъединить прусскую Силезию от австрийской Богемии. Группировка Макдональда получила по реке название Боберская армия (Army of the Bober).
Маршал Ней был отозван Наполеоном под Берлин, чтобы заменить маршала Удино, потерпевшего поражение под Гросбереном. Ней по ошибке повел с собой свой корпус, затем его 3-й корпус вернулся к Макдональду, в результате чего Боберская армия задержалась на 2 дня.

## Силы противников и диспозиция
Силезская армия Блюхера состояла из русского корпуса генерал-лейтенанта Остен-Сакена на правом фланге (18 тыс., 60 орудий), прусского корпуса генерала Йорка в центре (38200, из них 6 тыс. кавалерии, 104 орудия) и русского корпуса генерала от инфантерии Ланжерона на левом фланге (43 тыс., из них 4600 кавалерии, 4200 казаков, 176 орудий). Всего Силезская армия насчитывала 99400 солдат (включая 61200 русских), из них 14300 регулярной кавалерии, 8800 казаков и 340 орудий. По другим данным, союзники располагали 75 тысячами при 200 орудиях.
Армия Макдональда включала в себя 5-й пех. корпус генерала Лористона на правом фланге, 11-й пех. корпус генерала Жерара (заменившего Макдональда), 3-й пех. корпус генерала Суама (заменившего отозванного Нея) на левом фланге и 2-й кав. корпус Себастиани. Всего до 80 тысяч солдат (из них 6 тыс. кавалерии) и 200 орудий. По другим данным, у Макдональда было 65 тысяч солдат при 200 орудиях.
Французская армия растянулась вдоль левого берега Кацбаха, занимая позицию на лесистых холмах, которая считалась бы выгодной в случае оборонительных действий. Основные силы Силезской армии остановились правом берегу Кацбаха на плоском плато Яуэр с крутыми каменистыми склонами. С юга-запада плато огибалось притоком Кацбаха, речкой Нейссе. Центр французского расположения находился примерно напротив места впадания Нейссе (нем. Wuth. Neisse, отличная от Нейсе—притока Одера) в Кацбах. Нейссе отделяла русский корпус Ланжерона от основной армии Блюхера.
Получив известия о задержке французов, Блюхер поверил, что они перешли к обороне, и решил сам перейти в контрнаступление, для чего подготовил войска для переправы через Кацбах.
Однако французы первыми форсировали реку.

## Ход боя
Весь день 26 августа шёл проливной дождь.  Макдональд приказал провести разведку боем за рекой и после полудня французские части форсировали Кацбах и Нейссе по мосту и вброд.
Маршал Макдональд в своих воспоминаниях, написанных после 1825 года, оправдывается, что он приказал переправиться через Кацбах для разведки лишь нескольким эскадронам кавалерии Себастиани, одновременно дал приказ 3-му корпусу Сугама обойти правый фланг Блюхера, но генерал Сугам не смог исполнить его приказ из-за отсутствия подходящих переправ. Сугам двинул дивизии 3-го корпуса во фронт союзникам уже после того, как 11-й корпус отходил с плато Яуэра. Таким образом удар французской армии оказался ослабленным.
Себастиани форсировал реку большей частью сил. Кавалеристы Себастиани взобрались на плато Яуэр без помех, не наблюдая вблизи противника.
На плато в это время находились русский корпус Остен-Сакена и прусский Йорка. Левое крыло армии Блюхера, русский корпус Ланжерона, был отделён от основных сил рекой Нейссе и противостоял 5-му корпусу Лористона. Блюхер прислал записку Остен-Сакену: «Господин генерал! Я атакую. Что вы сделаете?»
Блюхер из лесных массивов неожиданно атаковал передовые французские эскадроны массой прусской и русской кавалерии, опрокинул их и при поддержке артиллерии направил удар на пехотные части французов, отрезанные реками от подкреплений.
В кавалерийской атаке особенно отличились драгуны Каргопольского и гусары Александрийского, Ахтырского, Белорусского и Мариупольского полков. Одновременно корпус Остен-Сакена ударил в штыки на французов. Проливной дождь вывел из строя ружья, бой велся холодным оружием и артиллерией, в которой значительное преимущество из-за возможности маневрирования имели союзники.
Отступающие французы были вынуждены бросить всю артиллерию, которую оказалось невозможным увезти из-за грязи и которую с огромным трудом втащили незадолго до того на плато. Разлившиеся от дождя реки Кацбах и Нейссе сделали броды непроходимыми для пехоты, единственный мост не мог пропустить всех солдат. С высоты плато артиллерия союзников расстреливала картечью столпившихся перед водными преградами солдат Макдональда.
На левом фланге союзников русские части Ланжерона отходили под напором французов. Из-за грязи артиллерию не удалось подтянуть к войскам, а из-за проливного дождя невозможно было отстреливаться ружейным огнём. Блюхер послал бригаду, которая переправилась через Нейссе и ударила во фланг корпуса Лористона. Под ударами с фронта и фланга французы откатились.
Макдональд дал приказ войскам спешно отходить на Бунцлау (совр. пол. Bolesławiec); ночное отступление ещё больше усилило расстройство в его дивизиях. 17-я пехотная дивизия  генерала Пюто из корпуса Лористона, прикрывавшая крайне правый фланг французов, оказалась отрезана от основных сил и была вынуждена сдаться союзникам 29 августа под Цобтеном (ныне г. Соботка в Польше) при переправе через реку Бобер.
Разбитые войска Макдональда откатились на запад из Силезии до Бауцена в Саксонии, где Блюхер, узнав 31 августа о поражении Богемской армии союзников под Дрезденом, приостановил наступление.

## После сражения
Согласно надписи на 39-й стене в галерее воинской славы Храма Христа Спасителя русские войска потеряли в сражении на Кацбахе 3500 человек убитыми и ранеными, а всего потери союзников оцениваются от 8 тыс. до 22 тысяч солдат.
Прусский корпус Йорка, сформированный большей частью из частей ландвера (вид прусского ополчения), пострадал от дезертирства ополченцев, которые, утомившись битвой, просто разошлись по домам. За успешные действия в сражении командующий правым флангом российский генерал барон Остен-Сакен получил повышение в чине до генерала от инфантерии. Блюхер за победу на Кацбахе получил 3 июня 1814 года титул князя Вальштатского (от немецкого названия селения Легницке-Поле, которое находится вблизи поля битвы).

А.А. Керсновский так отметил вклад русской кавалерии в сражении на Кацбахе:

На трубах и штандартах нашей конницы сияет слава двух особенно красивых побед. Первая — это день 14-го августа — когда русская кавалерия своим сокрушительным налетом загнала армию Макдональда в бурные волны Кацбаха!

В своих мемуарах барон Марбо, участник событий с французской стороны, исчислил потери французов в 13 тыс. убитых и утонувших и 20 тыс. пленных.
Военные историки сообщают об уроне французов в 12 тыс. убитыми и ранеными, 18 тыс. пленными и 103 орудия. Каткарт также пишет о 18 тыс. пленных французах (включая 3-х генералов) и 103 орудиях в качестве трофея Блюхера. Французский урон включает потери за 26 августа и понесённые за время отступления в Саксонию. Британский историк Дэвид Чандлер пишет, что пленными Макдональд потерял 15 тыс. человек.
Наполеон после победы над Богемской армией союзников под Дрезденом снова обратился в начале сентября против Силезской армии Блюхера. Блюхер отошёл за реку Бобер, разрушив мосты. Тем временем Богемская армия провела демонстрацию в сторону Дрездена, заняв Пирну. Наполеон был вынужден вернуться назад к Дрездену. Дезорганизованный войной на два фронта Наполеон ушёл в оборону, его войска были измотаны непрерывными маршами.
Сентябрь 1813 года прошёл без крупных сражений, за исключением очередного неудачного похода французской армии под началом маршала Нея на Берлин (см. Сражение при Денневице). В октябре 1813 года, собравшись с силами, союзники нанесли по Наполеону одновременный удар всеми своими армиями под Лейпцигом (см. Битва народов).

## Память
В память о сражении назван посёлок Кацбахский Полоцкой станицы Верхнеуральского уезда Оренбургской губернии (сейчас — в Кизильском районе Челябинской области).